# Patinatge de velocitat als Jocs Olímpics d'hivern de 1976
Als Jocs Olímpics d'Hivern de 1976 celebrats a la ciutat d'Innsbruck (Àustria) es disputaren nou proves de patinatge de velocitat sobre gel, cinc en categoria masculina i quatre més en categoria femenina. En categoria masculina s'introduí la prova de 1.000 metres.
Les proves femenines es realitzaren entre els dies 5 i 8 de febrer i les masculines entre els dies 10 i 14 de febrer de 1976.

## Comitès participants
Hi participaren un total de 111 patinadors, entre ells 66 homes i 45 dones, de 19 comitès nacionals diferents.
| - Austràlia (1) - Àustria (4) - Bèlgica (2) - Canadà (8) - Corea del Sud (2) - Estats Units (14) - Finlàndia (4) |  | - França (2) - Itàlia (6) - Japó (9) - Noruega (9) - Països Baixos (7) - Polònia (4) |  | - RDA (9) - RFA (3) - Regne Unit (2) - Suècia (9) - Suïssa (1) - Unió Soviètica (16) |

## Resum de medalles

### Categoria masculina
| Prova             | Or                | Argent         | Bronze          |
| 500 m. detalls    | Yevgeny Kulikov   | Valery Muratov | Dan Immerfall   |
| 1.000 m. detalls  | Peter Mueller     | Jørn Didriksen | Valery Muratov  |
| 1.500 m. detalls  | Jan Egil Storholt | Yury Kondakov  | Hans van Helden |
| 5.000 m. detalls  | Sten Stensen      | Piet Kleine    | Hans van Helden |
| 10.000 m. detalls | Piet Kleine       | Sten Stensen   | Hans van Helden |

### Categoria femenina
| Prova            | Or              | Argent             | Bronze          |
| 500 m. detalls   | Sheila Young    | Cathy Priestner    | Tatiana Avérina |
| 1.000 m. detalls | Tatiana Avérina | Leah Poulos        | Sheila Young    |
| 1.500 m. detalls | Sheila Young    | Galina Stepanskaya | Tatiana Avérina |
| 3.000 m. detalls | Tatiana Avérina | Andrea Ehrig       | Lisbeth Korsmo  |

## Medaller
| Posició | País           | Or | Argent | Bronze | Total |
| 1       | Unió Soviètica | 4  | 2      | 3      | 9     |
| 2       | Estats Units   | 2  | 2      | 2      | 6     |
| 3       | Noruega        | 2  | 2      | 1      | 5     |
| 4       | Països Baixos  | 1  | 1      | 3      | 5     |
| 5       | Canadà         | 0  | 1      | 0      | 1     |
| 5       | RDA            | 0  | 1      | 0      | 1     |
|         |                |    |        |        |       |
| Total   | Total          | 9  | 9      | 9      | 27    |